# Yuelu-Akademie

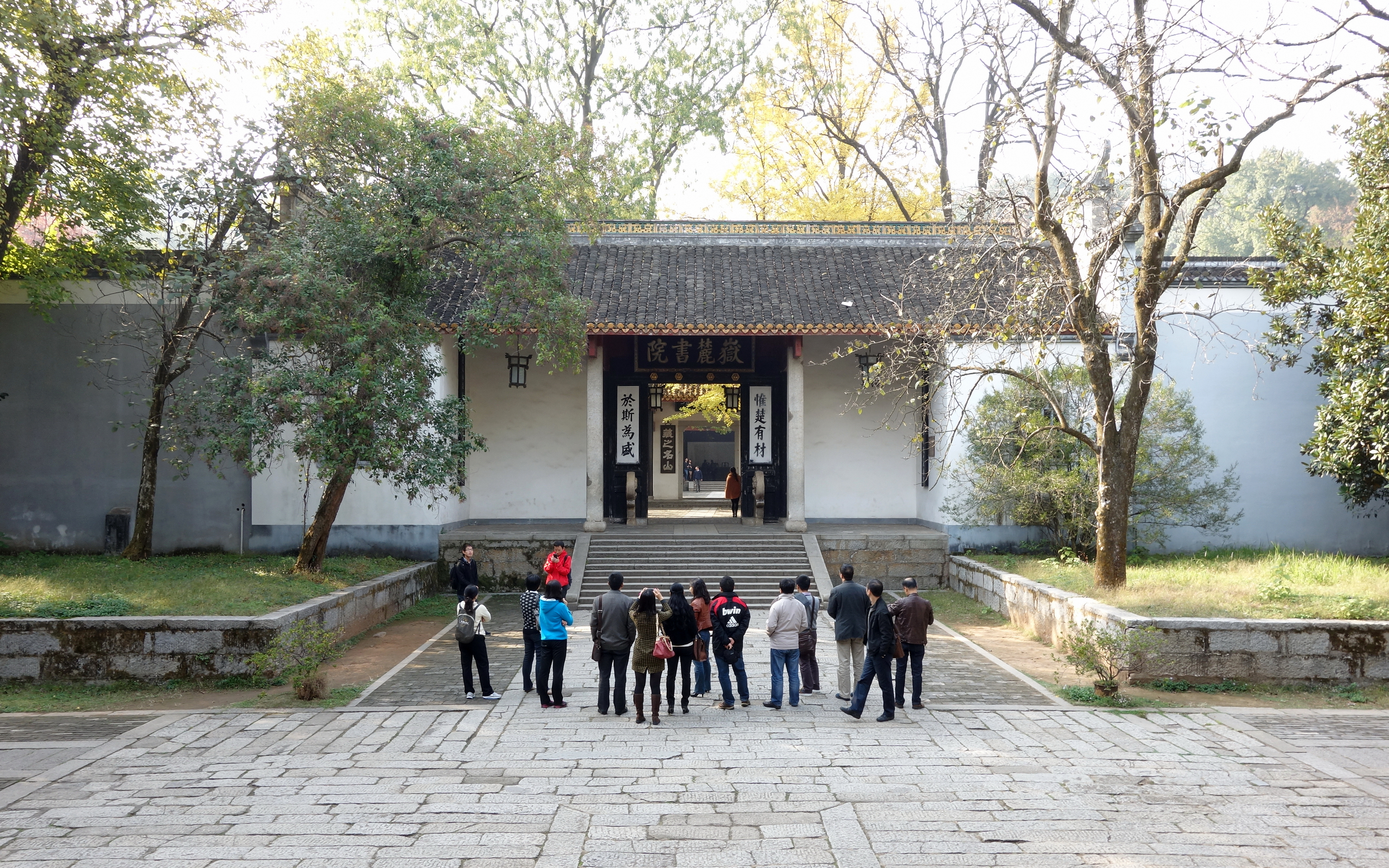
Yuelu-Akademie (Yuelu shuyuan)

Die Yuelu-Akademie (chinesisch 岳麓书院, Pinyin Yuelu shuyuan, W.-G. Yüeh-lu shu-yüan, englisch Yuelu Academy) in Changsha, der Hauptstadt von Hunan, ist eine der ältesten und wichtigsten chinesische Lehranstalten. Sie wurde im Jahr 976 in der Zeit der Song-Dynastie gegründet und zählte zu den vier renommiertesten des Landes. Sie liegt auf dem Hügel Yuelushan am Westufer des Xiang Jiang. Die Yuelu-Akademie steht seit 1988 auf der Liste der Denkmäler der Volksrepublik China (3-75). Sie wurde 1926 in Hunan-Universität umgetauft.